# Cyathophorella aoyagii
Cyathophorella aoyagii är en bladmossart som beskrevs av Brotherus 1921. Cyathophorella aoyagii ingår i släktet Cyathophorella, klassen egentliga bladmossor, divisionen bladmossor och riket växter. Inga underarter finns listade i Catalogue of Life.